# Idea vedana
Idea vedana är en fjärilsart som beskrevs av Hans Fruhstorfer 1906. Idea vedana ingår i släktet Idea och familjen praktfjärilar. Inga underarter finns listade i Catalogue of Life.